# McLaren MP4-17D
Chronologie des modèles (2003)
McLaren MP4-17 McLaren MP4-19
La McLaren MP4-17D est une monoplace de Formule 1 engagée par l'écurie McLaren dans le cadre de la saison 2003 de Formule 1. Elle est pilotée par le Britannique David Coulthard et le Finlandais Kimi Räikkönen.

## Contexte et développement

### McLaren, une écurie historique et prestigieuse en Formule 1

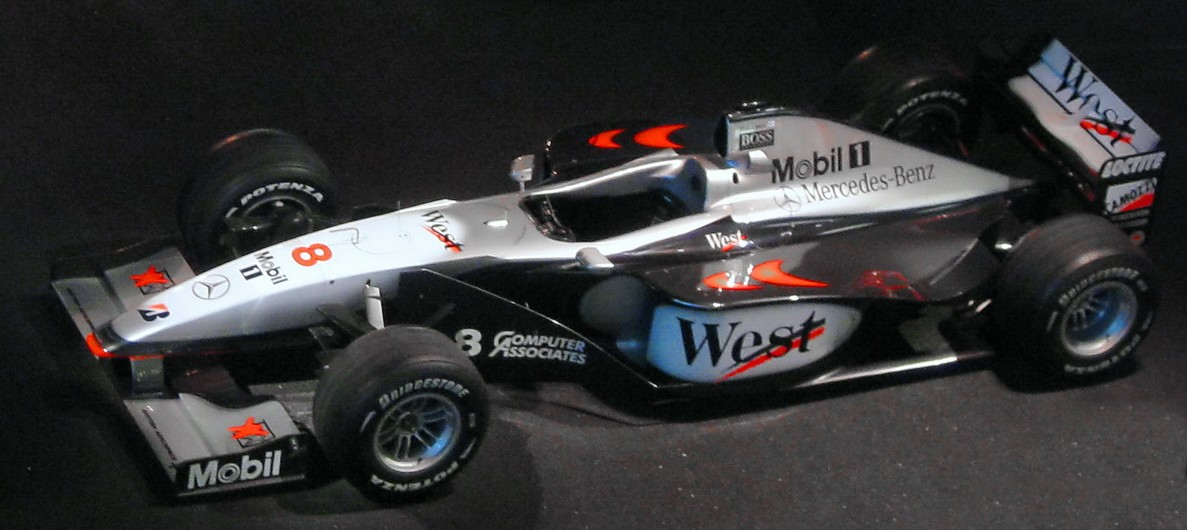
En 1998, grâce à la MP4-13, McLaren et Mika Häkkinen remportent les premiers titres pilote et constructeurs de l'écurie depuis 1991.

En 1995, l'écurie McLaren Racing, fondée par le pilote Néo-Zélandais Bruce McLaren en 1963, entame une nouvelle ère en s'associant avec le constructeur allemand Mercedes-Benz, qui devient son motoriste après deux années de transition survenus à la fin du partenariat avec Honda entre 1988 et 1992, d'abord avec Ford-Cosworth en 1993, puis avec Peugeot en 1994. En 1997, la livrée blanche et rouge utilisée par les monoplaces de l'écurie britannique, symbole du soutien du cigarettier Marlboro depuis 1973, est remplacée par une livrée majoritairement noire et argentée, qui rappelle les Flèches d'Argent engagées par Mercedes-Benz jusque dans les années 1950,.
En 1998, le Finlandais Mika Häkkinen remporte, au volant de la McLaren MP4-13 conçue par Adrian Newey, son premier titre de champion du monde de Formule 1, tandis que son équipier, le Britannique David Coulthard, contribue à l’obtention du huitième titre de champion du monde des constructeurs de l'histoire de McLaren,,. L'année suivante, Häkkinen remporte son second titre mondial, soit le onzième titre de champion du monde des pilotes pour l'écurie britannique, qui perd cette fois-ci le championnat du monde des constructeurs face à la Scuderia Ferrari,,. À l'issue de la saison 1999, McLaren est donc, au cumulé des titres de champion du monde des pilotes et des constructeurs, l'écurie la plus titrée de l'histoire de la Formule 1.

### La rivalité avec la Scuderia Ferrari au début des années2000
En 2000, la Scuderia Ferrari s'impose comme la nouvelle écurie à battre en Formule 1 avec la conquête du titre de champion du monde des constructeurs et le titre de champion du monde des pilotes, remporté par l'Allemand Michael Schumacher. L'écurie italienne n'avait plus remporté ce championnat depuis 1979, avec le Sud-Africain Jody Scheckter. De son côté, McLaren Racing, avec sept Grands Prix remportés contre dix pour Ferrari, termine vice-championne du monde des constructeurs, tandis que ses pilotes, Mika Häkkinen et David Coulthard, se classent deuxième et troisième du championnat du monde des pilotes,.
L'année suivante, la domination de Ferrari et de Schumacher s'accroît : l'Allemand remporte neuf victoires et s'adjuge un quatrième titre mondial, tandis que l'écurie italienne remporte à nouveau le championnat des constructeurs. McLaren doit composer avec un moteur V10 Mercedes-Benz moins puissant que le bloc Ferrari et le moteur V10 BMW équipant les FW23 de l'écurie Williams. En outre, la McLaren MP4-16 a une aérodynamique moins performante et accuse des problèmes de fiabilité, contrairement à ses devancières. Néanmoins, l'équipe britannique, auteure de quatre victoires en Grand Prix cette saison, parvient à conserver sa deuxième place au championnat du monde des constructeurs, tandis que David Coulthard devient vice-champion du monde des pilotes, avec 65 points, contre 123 pour Schumacher,.
En 2002, Häkkinen, parti à la retraite, est remplacé par son compatriote Kimi Räikkönen, auteur d'une première saison impressionnante au sein de la modeste écurie Sauber. Pour autant, malgré quatre podiums acquis par le pilote finlandais et une seule victoire, décrochée par Coulthard lors du Grand Prix de Monaco, la McLaren MP4-17 souffre de quelques soucis de fiabilité et se montre encore moins performante que sa devancière. L'écurie britannique se classe troisième du championnat du monde des constructeurs avec 65 points et est désormais devancée par Williams, vice-championne du monde avec 95 points, loin derrière Ferrari, qui s'adjuge, avec quinze victoires et neuf doublés, son quatrième titre de champion du monde des constructeurs consécutif, et le cinquième titre de champion du monde des pilotes avec Schumacher, dès la mi-saison,,.

### La préparation de la saison2003
Durant l'intersaison, de nombreux contrats sont renouvelés ou conclus entre McLaren et ses commanditaires. En novembre 2002, la société allemande de télécommunications Deutsche Telekom, désireuse de faire des économies, annonce l'arrêt immédiat de sa politique de sponsoring d'équipes sportives, dont l'équipe d'Allemagne de football et l'écurie McLaren, soutenue via sa filiale T-Mobile. À elles deux, ces deux équipes obtenaient cinq millions d'euros par an de la part de l'entreprise allemande. Un mois plus tard, McLaren prolonge son partenariat avec la société américaine Computer Associates, spécialisée dans la conception de logiciels de sécurité informatique. Celle-ci fournit à l'écurie britannique des services dédiés à l'accès à la télémétrie et à la protection de ses serveurs. La prorogation de ce contrat est le neuvième de l'écurie en 2002. En outre, McLaren signe un partenariat avec la société de services AMEC, mais aussi avec FARAM, une entreprise italienne de fourniture d'équipements mobiliers, et la société américaine Bloomberg, spécialisée dans les médias. Enfin, en janvier 2003, McLaren conclut un accord avec la société allemande Sonax, spécialisée dans le polissage des carrosseries de véhicules, et dont les logs sont visibles sur les ailerons de la MP4-17D. Ces nombreux accords signés à long terme prouvent la confiance établie entre l'écurie de Ron Dennis et ses commanditaires, à une époque où de nombreuses écuries éprouvent des difficultés à trouver des sponsors,,.
L'hiver 2002-2003 est aussi l'occasion pour la Fédération internationale de l'automobile de promulguer de nombreux changements de réglementation destinées à réduire les coûts en Formule 1. Ainsi, la saison 2003 voit l'arrivée de plusieurs restrictions, comme l'interdiction d'établir une communication par radio entre le pilote et son écurie lorsqu'il est en piste, l'interdiction du contrôle de traction et des boîte de vitesses automatiques, la suppression de la voiture-mulet, le placement des monoplaces dans le parc fermé entre les qualifications et la course afin d'empêcher toute modification de celles-ci. Ces nouvelles règles suscitent le courroux des écuries de pointe, notamment McLaren : Max Mosley, le président de la FIA, considère que c'est parce que l'écurie britannique dispose d'un budget annuel très important qu'elle est prête à dépenser sans compter pour remporter le championnat du monde. Des rumeurs infondées affirment en outre que McLaren compte boycotter le Grand Prix d'Australie, en signe de protestation : une telle action priverait l'écurie de Ron Dennis des sommes liées aux droits commerciaux de la Formule 1, soit 30 millions de dollars, et la contraindrait à verser des dommages au promoteur de l'épreuve australienne,,.

## Création de la monoplace

### La MP4-17D, évolution de la MP4-17
À la fin septembre 2002, Ron Dennis, le patron de McLaren Racing, révèle que son écurie compte engager une version modifiée de la McLaren MP4-17, la MP4-17D, pour les premiers Grands Prix du championnat 2003, le temps de parfaire la fiabilité de la nouvelle MP4-18, qui sera introduite en championnat pour le début de la saison européenne. Cette stratégie s'inspire de celle initiée par la Scuderia Ferrari en 2002, puisque l'écurie italienne a disputé les deux premières manches de la saison avec la Ferrari F2001 en attendant que la F2002 soit suffisamment fiable pour être engagée en Grand Prix,. Pour autant, Martin Whitmarsh, le directeur général de l'écurie, affirme que la MP4-17, même si elle a subi des évolutions tout au long de la saison 2002, possède encore un potentiel inexploité et que des améliorations substantielles seront apportées sur l’ensemble de la monoplace pour le premier Grand Prix de la saison, disputé en mars 2003 en Australie, sauf pour la monocoque, qui demeurera identique,.
Le fait de devoir utiliser la MP4-17D pour au moins les trois premières manches du championnat, ainsi que les performances décevantes du moteur V10 Mercedes-Benz conçu par Ilmor en 2002, rendent d'abord pessimistes David Coulthard et Norbert Haug, le directeur de Mercedes-Benz Motorsports, quant à leurs chances de titres mondiaux pour 2003. Pour Coulthard, les évolutions apportées à la monoplace de l'écurie britannique ainsi qu'au moteur allemand, plus lourd et moins puissant que les blocs Ferrari et BMW, n’ont pas permis d'améliorer les performances de McLaren au championnat. Néanmoins, Mercedes-Benz construit un nouveau moteur pour la MP4-18. Néanmoins, le Britannique se montre satisfait des évolutions apportées à la MP4-17 et testées lors des essais privées de novembre et décembre 2002, estimant à l'instar de son patron, Ron Dennis, que la MP4-17D constitue un « bond en avant ». Coulthard révèle que l'objectif premier de McLaren est devancer Williams, à la peine depuis la fin de saison précédente, puis de lutter contre la Scuderia Ferrari pour le titre de champion des constructeurs et contre Michael Schumacher pour le championnat des pilotes,.
En janvier 2003, la presse allemande suggère que la MP4-18 ne pourrait être engagée qu'à partir du Grand Prix d'Espagne, la cinquième manche du championnat. Un porte-parole de McLaren dément ces affirmations et précise que l'objectif fixé est d'introduire la nouvelle voiture pour le Grand Prix de Saint-Marin, au début de la saison européenne. Pour autant, la MP4-18 pourrait être engagée plus tôt si la MP4-17D ne donne pas satisfaction, où même plus tard dans le cas contraire.

### Aspects techniques
La McLaren MP4-17D est une monoplace d'une masse de 600 kilogrammes, dotée d'un châssis moulé en fibre de carbone en nid d'abeille, composé de structures avant et latérales en aluminium. Aérodynamiquement, elle se distingue de sa devancière, la McLaren MP4-17, par un nez plus brusque et un nouvel aileron arrière. Les suspensions ont également été modifiées puisque la MP4-17D est dotée de doubles triangles superposés et de barres de torsion, ainsi que des amortisseurs conçus par Penske actionnés par des poussoirs. Les roues sont composées de jantes Enkei et de pneumatiques Michelin qui équipent cinq des dix écuries du plateau. Les disques de frein en carbone sont désormais conçues par Hitco et non plus par Carbone Industrie, tandis que les étriers sont fournis par AP Racing,,.
La MP4-17D est propulsée par le même bloc qui doit équiper la McLaren MP4-18, c'est-à-dire un moteur V8 Mercedes-Benz FO 108P en aluminium, 
. Ce bloc, plus puissant de cinq chevaux et proposant un meilleur régime, remplace le moteur Mercedes-Benz FO 108M utilisé par la MP4-17. Le moteur de la firme allemande est alors considérée, avec le bloc Ferrari, comme le plus performant du plateau. Le moteur est alimenté par une essence et un lubrifiant fournis par Mobil 1. La transmission est assurée par une boîte de vitesses semi-automatique à sept rapports, alors que l'électronique, qui gère le moteur et la télémétrie, est fournie par TAG Electronic Systems,,.

## Choix des pilotes
La McLaren MP4-17D est confiée au Britannique David Coulthard, présent chez McLaren depuis 1996, et au Finlandais Kimi Räikkönen, qui effectue sa troisième saison en Formule 1. Ce dernier, arrivé dans l'écurie britannique en 2002, a impressionné par ses performances en qualifications, où il a battu son expérimenté coéquipier à dix reprises sur dix-sept Grands Prix, même si Coulthard a remporté le Grand Prix de Monaco et marqué plus de points au championnat des pilotes. Pour le triple champion du monde Niki Lauda, alors patron de l'écurie Jaguar Racing, Kimi Räikkönen met Coulthard sous pression et celui-ci pourrait se montrer plus performant que le Britannique en 2003. Néanmoins, Ron Dennis assure que son duo de pilotes est bien équilibré, notamment grâce à la grande expérience qu'apporte Coulthard,. En outre, ce dernier s'est entouré d'un nouveau préparateur physique, issu du secteur militaire, afin d'améliorer sa forme physique.
Le pilote essayeur de l'écurie, l'Autrichien Alexander Wurz, est épaulé par l'Espagnol Pedro de la Rosa. Auteur de 65 départs en Grand Prix depuis 1999 et limogé par Jaguar Racing à l'issue de la saison 2002, il visite en janvier 2003 l'usine de McLaren, basée à Woking au Royaume-Uni. Fort de contacts privilégiés avec cette écurie (son agent est Julian Jakobi, qui a géré la carrière d'Ayrton Senna), Pedro de la Rosa signe, en avril, un contrat de pilote-essayeur pour McLaren, aux côtés d'Alexander Wurz confirmé depuis plusieurs mois,,.

## Essais hivernaux

### Essais de fin de saison 2002

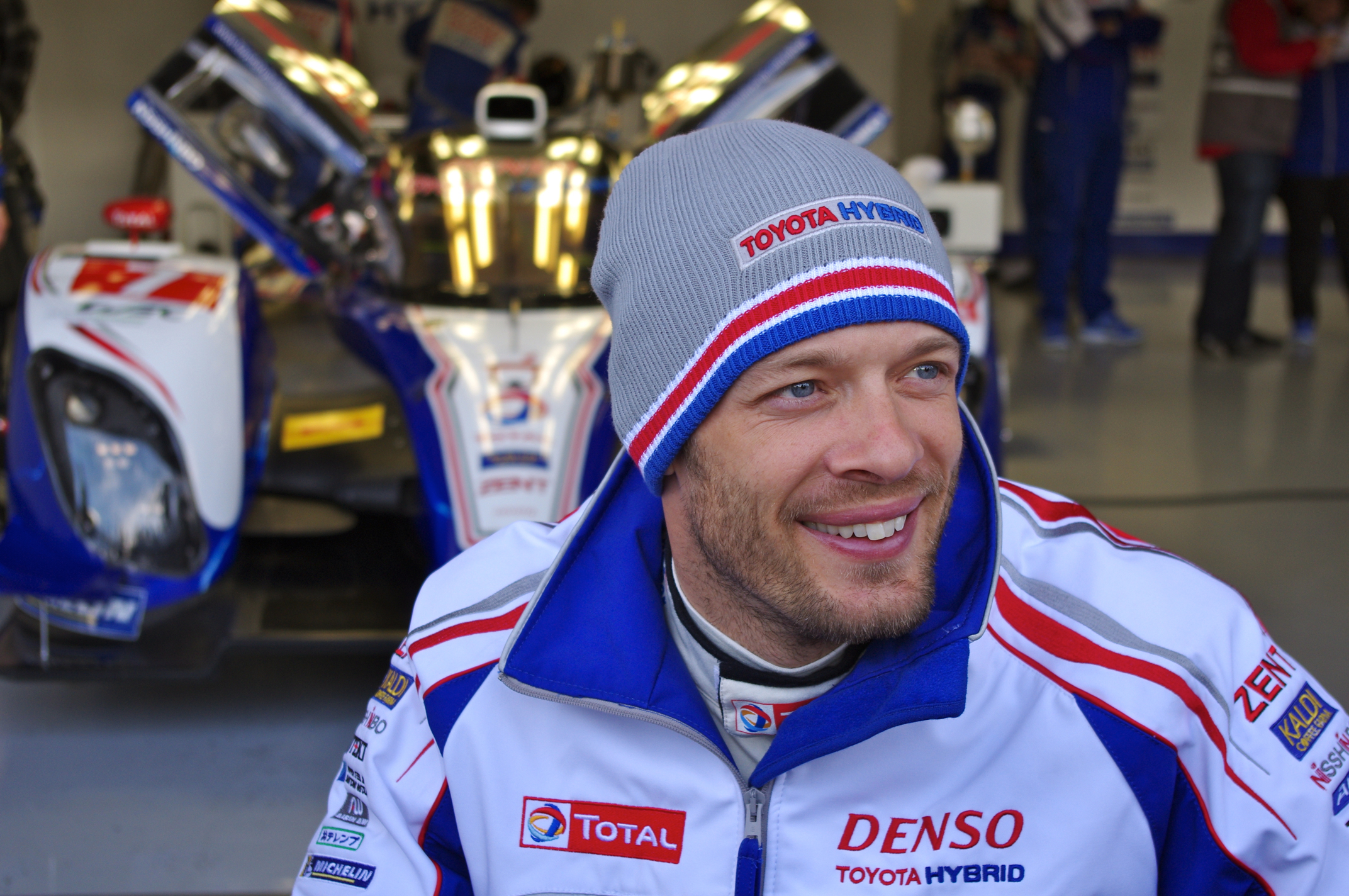
Alexander Wurz, le pilote essayeur de McLaren, participe à tous les essais hivernaux de son équipe.

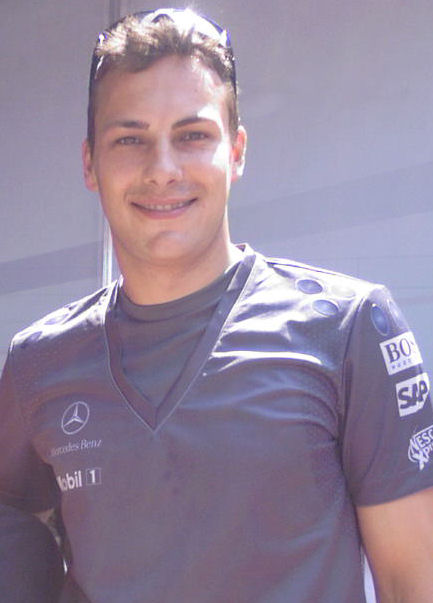
Gary Paffett teste également la nouvelle MP4-17D lors des essais hivernaux organisés à Barcelone en décembre 2002.

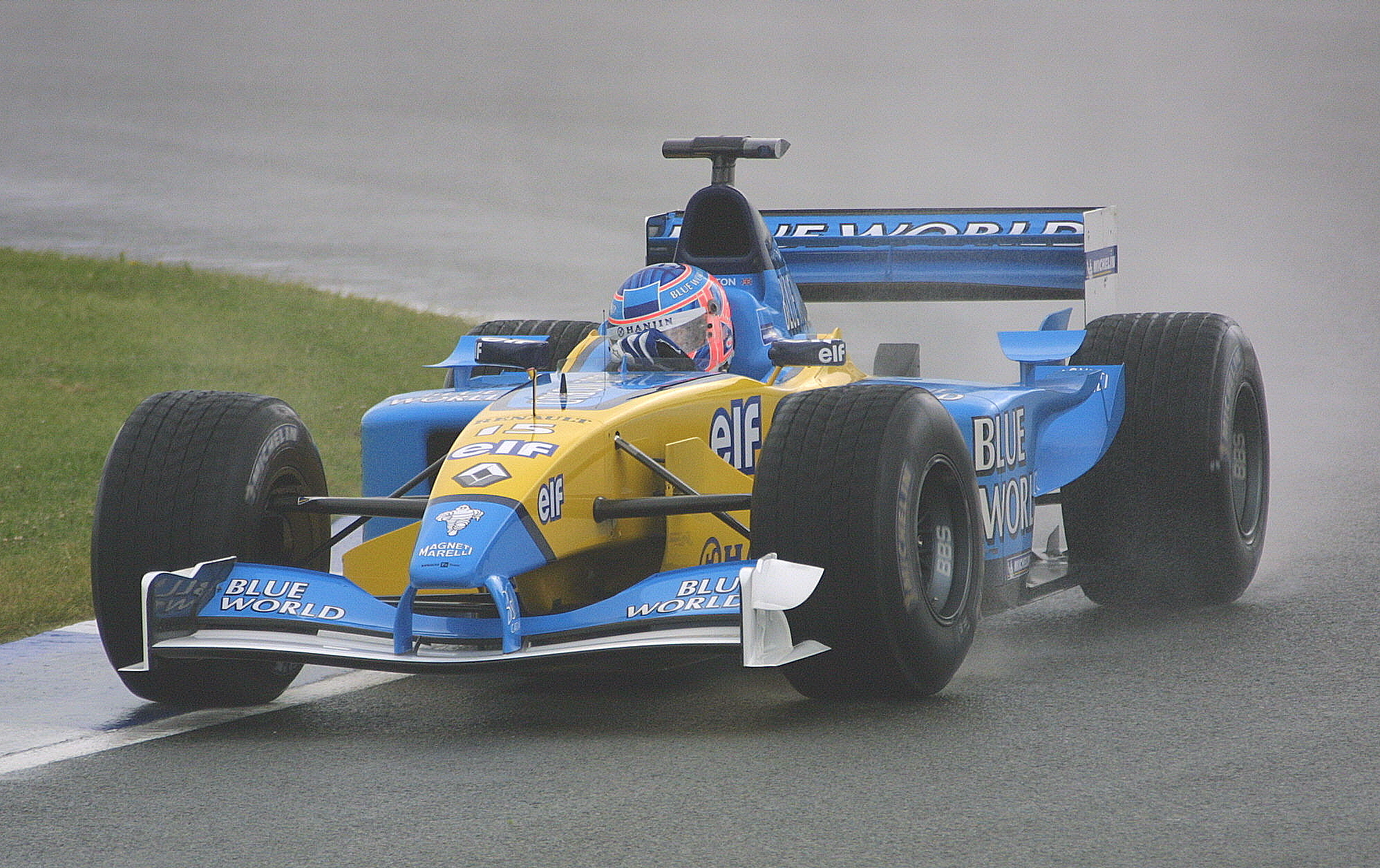
Lors des essais de fin d'année, de nombreuses écuries engagent les monoplaces ayant roulé durant la saison, comme la Renault R202.

La McLaren MP4-17D fait son premier roulage le 1er octobre 2002, soit peu avant la fin du championnat du monde de Formule 1 2002, lors d'essais menés sur le circuit de Barcelone, en Espagne, avec Alexander Wurz à son volant. L'Autrichien boucle 89 tours et réalise le meilleur temps de la journée, en 1 min 18 s 287,. Le lendemain, David Coulthard récupère la MP4-17D, effectue quarante-et-un tours et réalise son meilleur temps en 1 min 18 s 453. Il est seulement devancé par l'Autrichien Alexander Wurz, qui, à bord de l'ancienne McLaren MP4-17, est plus véloce de près de deux secondes et établit le record de la piste,. La dernière journée, Wurz et Coulthard se partagent la nouvelle monoplace : effectuant un total de 149 tours, ils réalisent les deuxième et troisième meilleurs temps de la journée, avec un chrono de référence établi par l'Autrichien en 1 min 17 s 129.
Le 26 novembre, McLaren entame, en compagnie des écuries Williams, Renault, Sauber et Minardi, une session de quatre journées d'essais hivernaux sur le circuit de Valence Ricardo Tormo en Espagne, où elle dispose d'une MP4-17D dotée d'un nouveau train arrière et d'une nouvelle transmission. Lors de la première journée, Kimi Räikkönen boucle 57 tours et effectue le deuxième meilleur temps en 1 min 13 s 574, soit 1,5 seconde plus rapide qu'Alexander Wurz, le pilote d'essais de l'écurie, qui ne réalise que quinze tours. Le lendemain, le Finlandais boucle 66 tours et prend la tête de la feuille des temps et tourne en 1 min 12 s 335, devançant son équipier, qui n'a pu faire que 27 tours, pour 95 millièmes de seconde,. Pour la troisième journée, Räikkönen effectue 114 tours et améliore son temps, en 1 min 10 s 664, devançant d'une seconde et demi la Williams FW24 de Juan Pablo Montoya. David Coulthard, qui prend la relève de Wurz, obtient le deuxième meilleur temps de la séance en 1 min 11 s 833 et boucle 65 tours de circuit,. Enfin, pour la quatrième journée, seul David Coulthard tourne au volant de la MP4-17D, sur une piste artificiellement humide afin de tester les nouveaux pneus pluie fournis par Michelin pour 2003. Le Britannique boucle 73 tours et réalise le meilleur temps en 1 min 27 s 430, distançant d'une seconde la FW24 de Marc Gené et la Renault R202 de Jarno Trulli,.
Une semaine plus tard, entre le 3 et le 5 décembre, McLaren, Williams, Renault, Toyota, Jaguar et British American Racing mènent trois journées d'essais sur le circuit de Barcelone. Le premier jour, Alexander Wurz boucle 31 tours et tourne en 1 min 18 s 732, réalisant le troisième temps de la journée, à cinq dixièmes de Mark Webber, sur la nouvelle Jaguar R4. Le Britannique Gary Paffett, champion d'Allemagne de Formule 3 en 2002 et invité par McLaren pour effectuer un test en Formule 1, réalise le neuvième temps en 1 min 21 s 484, mais ne boucle que quatorze tours de circuit avant que son moteur V10 Mercedes-Benz ne casse,. Le lendemain, Wurz et Coulthard réalisent 123 tours à eux deux et obtiennent les deuxième et troisième meilleurs temps de la séance. L'Autrichien tourne en 1 min 17 s 445, devançant le titulaire de deux dixièmes de seconde. Enfin, pour la dernière journée d'essais, Coulthard impressionne les observateurs avec un meilleur temps en 1 min 15 s 711, devançant la concurrence de près de deux secondes, tandis que Paffett réalise le huitième temps en 1 min 18 s 224. Les deux pilotes cumulent un total de 131 tours de circuit lors de cette dernière journée.
Entre le 12 et le 14 décembre, une nouvelle session d'essais est organisée avant la trêve des fêtes de fin d'année sur le circuit de Jerez, lors de laquelle participent les écuries McLaren, Renault, Williams et Jaguar. La première journée, Alexander Wurz, malgré des problèmes mécaniques rencontrés au volant de sa MP4-17D, effectue 53 tours et obtient le deuxième temps en 1 min 21 s 872, à moins d'un dixième de la Renault R202 de Fernando Alonso. Kimi Räikkönen, à bord de l'autre MP4-17D, rend six dixièmes à son équipier et se classe quatrième de la feuille des temps, après 35 boucles de circuit. Le lendemain, British American Racing rejoint les autres écuries. Malgré l'affluence en piste, les pilotes McLaren demeurent performants et assidus, avec un total de 137 tours ; Wurz effectue le meilleur temps de la journée, en 1 min 20 s 86. Räikkonen est quatrième en 1 min 20 s 97. Lors de la troisième journée, le Finlandais effectue des simulations de qualifications (les nouvelles séances de qualifications en 2003 imposent aux pilotes de ne faire qu'un seul tour rapide) obtient le meilleur temps en 1 min 19 s 744, à environ six dixièmes de seconde devant la concurrence. Wurz boucle 76 tours, contre 49 pour son équipier, et tourne en 1 min 20 s 905, soit le quatrième temps de la journée,.
Les bonnes performances de McLaren Racing lors de ces essais de fin de saison font de cette dernière la principale rivale de la Scuderia Ferrari pour le championnat du monde 2003, d'après Ross Brawn, le directeur technique de l'écurie italienne. Celui-ci ne considère pas Williams F1 Team, vice-championne du monde des constructeurs, comme une véritable prétendante au titre, estimant que le directeur technique de McLaren, Adrian Newey, constitue un véritable atout pour cette dernière.

### Essais de pré-saison 2003
Un mois plus tard, la MP4-17D fait son retour en piste sur le circuit de Barcelone pour trois journées d'essais, du 14 au 16 janvier 2003, en compagnie des écuries Williams, Sauber et Toyota, qui alignent en piste leurs nouvelles voitures. Lors de la première journée, David Coulthard effectue 61 tours et établit un nouveau record sur le circuit catalan, en 1 min 15 s 266, malgré des conditions climatiques très froides. Il devance ses adversaires de plus d'une seconde. Son équipier, Alexander Wurz, effectue 48 tours et tourne en 1 min 17 s 307, soit le sixième temps de la journée,. Le lendemain, les écuries Renault, Jaguar et British American Racing rejoignent le circuit de Barcelone. Lors de cette journée, Wurz tourne toute la journée, tandis que Coulthard partage sa monoplace avec l'autre titulaire, Kimi Räikkönen. Les trois pilotes McLaren bouclent un total de 10 tours et dominent la feuille des temps : moins d'une seconde sépare Coulthard, auteur du meilleur temps de la séance en 1 min 15 s 278 de Räikkönen,. Pour la dernière journée d'essais de McLaren, le Britannique réalise à nouveau la meilleure performance de la séance, avec un meilleur temps en 1 min 15 s 382. Räikkönen boucle 66 tours de circuit, soit treize de plus que son équipier, et effectue le deuxième temps de la journée, lui rendant six dixièmes de seconde,.
La semaine suivante, du 21 au 24 janvier, McLaren prend part avec Williams et Sauber à quatre nouvelles journées d'essais à Valence. Le premier jour, Alexander Wurz tourne peu mais s'adjuge le meilleur temps de la séance en 1 min 12 s 732, en devançant la Williams FW24 de Juan Pablo Montoya d'une demi-seconde. Ce dernier bat néanmoins les MP4-17D de Kimi Räikkönen et de Wurz le lendemain pour au moins quatre dixièmes, le Finlandais tournant en 1 min 11 s 111. Celui-ci partage sa monoplace avec Gary Paffett, qui remplace David Coulthard, souffrant. Le Britannique ne réalise que le sixième et dernier temps de la journée, rendant plus de trois secondes à ses équipiers. Les pilotes McLaren réalisent alors un total de 171 tours. Le troisième jour, Räikkönen boucle 62 tours et effectue à nouveau le meilleur temps de la journée, en 1 min 10 s 647, reléguant ses concurrents à une seconde, tandis que Paffett et Wurz se contentent des quatrième et sixième temps, à deux secondes du Finlandais. Pour la dernière journée, Räikkönen teste sur 81 tours une MP4-17D munie de quelques pièces destinées à la nouvelle MP4-18 et conserve la première place de la feuille des temps, tournant en 1 min 11 s 621, à quelques centièmes de la Williams de Montoya, tandis que Wurz rend trois dixièmes à son équipier.
L'écurie britannique est ensuite rejointe par Ferrari, Jordan, Toyota, Jaguar et British American Racing lors d'une nouvelle session d'essais à Valence organisées du 28 au 30 janvier. Lors de la première journée, Wurz et Paffett ne réalisent que 60 tours à eux deux et se contentent des septième et neuvième temps de la séance, la meilleure performance de la MP4-17D s'établissant en 1 min 12 s 774, à plus d'une seconde de la Ferrari F2002 de Rubens Barrichello. Le lendemain, Wurz boucle 68 tours et s'empare du meilleur temps, en 1 min 11 s 104, devançant Michael Schumacher et David Coulthard d'une demi-seconde. Les deux pilotes McLaren tournent encore à un rythme soutenu lors de la troisième journée, puisque Coulthard devance la concurrence d'environ deux dixièmes, avec un temps en 1 min 10 s 977, alors que Wurz se classe troisième de la feuille des temps.
À l'issue des essais de janvier, les observateurs estiment que McLaren pourrait être en mesure de tenir la dragée haute à Ferrari, d'autant plus que Schumacher admet que la MP4-17D est « très compétitive ». En outre, les performances de la monoplace britannique, en nette progression grâce notamment à la nouvelle suspension, font penser à Alexander Wurz que McLaren « peut battre Ferrari »,.

## Historique
Après une saison 2002 décevante, qui voit McLaren Racing être dépassée par Williams au classement des adversaires de Ferrari, une amélioration est vivement souhaitée. Pour cela, l'équipe développe depuis la saison précédente une monoplace à l'aspect révolutionnaire (double-quille et museau ultra-fin), la MP4-18. Mais elle connaît des problèmes de mise au point et c'est avec une évolution de la MP4-17 de la saison précédente que Kimi Räikkönen et David Coulthard commencent la saison.
La MP4-18, dont le lancement est toujours repoussé, n'est jamais engagée en course ce qui, paradoxalement, permet à l'écurie anglaise de retrouver les sommets avec deux victoires en deux courses en début de saison grâce à Coulthard en Australie et Räikkönen en Malaisie,. 
Lors du Grand Prix du Brésil, le Finlandais est en tête durant une grande partie de la course malgré la pluie et les interventions de la voiture de sécurité mais est dépassé au dernier tour par le pilote Jordan Grand Prix Giancarlo Fisichella qui lui ravit la victoire.
McLaren est en tête des deux championnats mais l'apparition de la Ferrari F2003-GA et les performances des Williams FW25 remettent en cause sa domination. Rarement en lutte pour la victoire mais fiable et performante, la MP4/17D permet à Kimi Räikkönen de lutter jusqu'à la fin de la saison pour le titre mondial avec Michael Schumacher et Juan Pablo Montoya, le Finlandais terminant finalement vice-champion du monde avec 91 points, deux de moins que Schumacher.
Avec 142 points (16 de moins que Ferrari), McLaren se classe à la troisième place du championnat.

## Résultats en championnat du monde de Formule 1
| Saison | Écurie                | Moteur                    | Pneus    | Pilotes         | Courses | Courses | Courses | Courses | Courses | Courses | Courses | Courses | Courses | Courses | Courses | Courses | Courses | Courses | Courses | Courses | Points inscrits | Classement |
| Saison | Écurie                | Moteur                    | Pneus    | Pilotes         | 1       | 2       | 3       | 4       | 5       | 6       | 7       | 8       | 9       | 10      | 11      | 12      | 13      | 14      | 15      | 16      | Points inscrits | Classement |
| ------ | --------------------- | ------------------------- | -------- | --------------- | ------- | ------- | ------- | ------- | ------- | ------- | ------- | ------- | ------- | ------- | ------- | ------- | ------- | ------- | ------- | ------- | --------------- | ---------- |
| 2003   | West McLaren Mercedes | Mercedes-Benz FO 110P V10 | Michelin |                 | AUS     | MAL     | BRÉ     | SMR     | ESP     | AUT     | MON     | CAN     | EUR     | FRA     | GBR     | ALL     | HON     | ITA     | USA     | JAP     | 142             | 3e         |
| 2003   | West McLaren Mercedes | Mercedes-Benz FO 110P V10 | Michelin | David Coulthard | 1er     | Abd     | 4e      | 5e      | Abd     | 5e      | 7e      | Abd     | 15e     | 5e      | 5e      | 2e      | 5e      | Abd     | Abd     | 3e      | 142             | 3e         |
| 2003   | West McLaren Mercedes | Mercedes-Benz FO 110P V10 | Michelin | Kimi Räikkönen  | 3e      | 1er     | 2e      | 2e      | Abd     | 2e      | 2e      | 6e      | Abd     | 4e      | 3e      | Abd     | 2e      | 4e      | 2e      | 2e      | 142             | 3e         |

Légende : ici 